# Westwoodilla abyssalis
Westwoodilla abyssalis är en kräftdjursart som beskrevs av Gurjanova 1951. Westwoodilla abyssalis ingår i släktet Westwoodilla och familjen Oedicerotidae. Inga underarter finns listade i Catalogue of Life.